# Haide-Bahn (Drezno)
Haide-Bahn – linia trolejbusowa, wówczas zwana gleislose Bahn (kolej bezszynowa), która łączyła północne obrzeża Drezna i jego obecną dzielnicę Klotzsche. Została zbudowana przez drezdeńskiego przedsiębiorcę Carla Stolla i była pierwszą linią wykorzystującą opracowany przez niego system zasilania zwany systemem Stolla. Po Bielatalbahn, Haide-Bahn był drugim systemem trolejbusowym w Saksonii.
W latach 1947–1975 w Dreźnie kursowały trolejbusy ze współczesnym systemem zasilania.

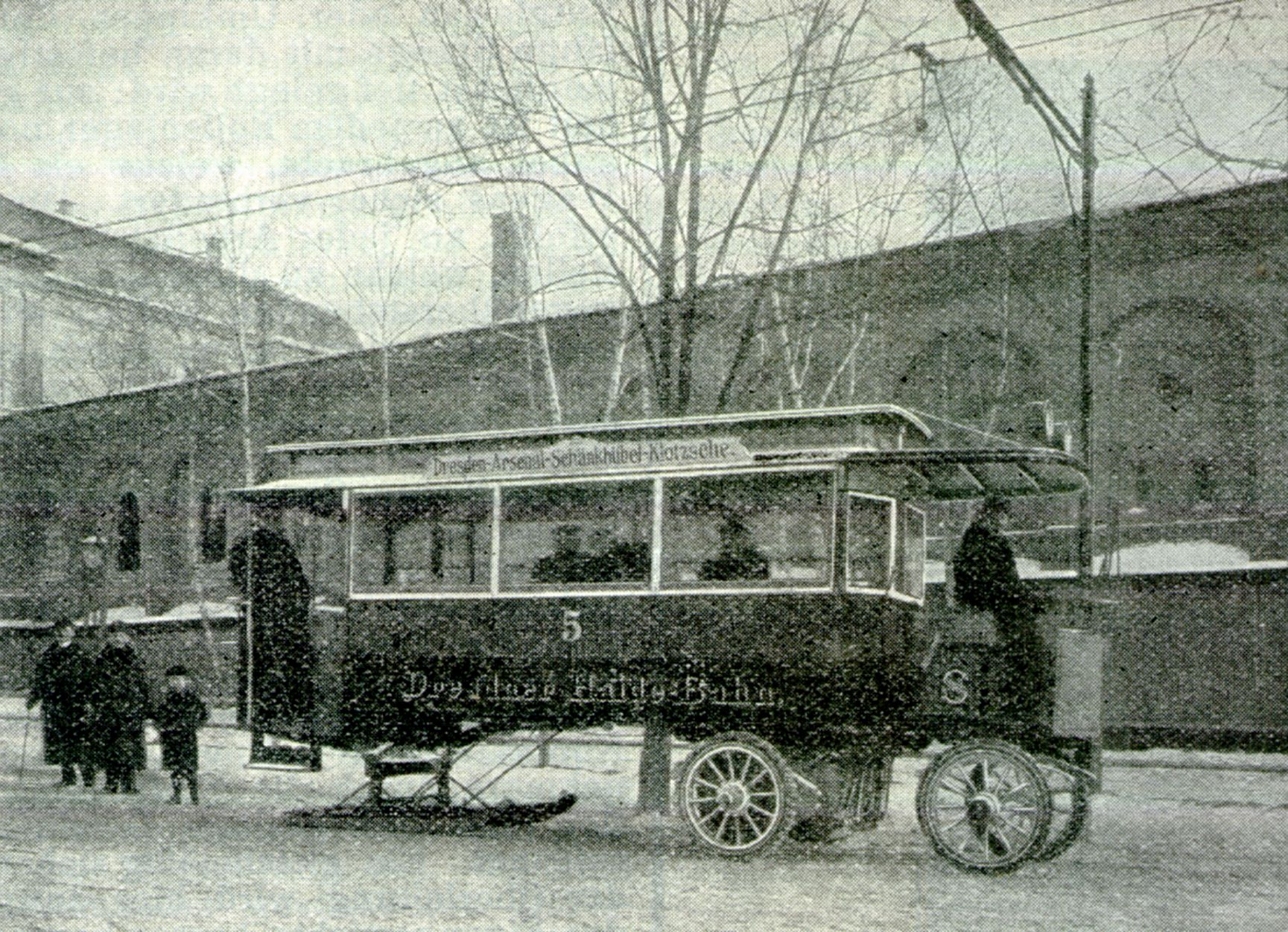
Pojazd przygotowany do sezonu zimowego z płozami i zimowymi oponami

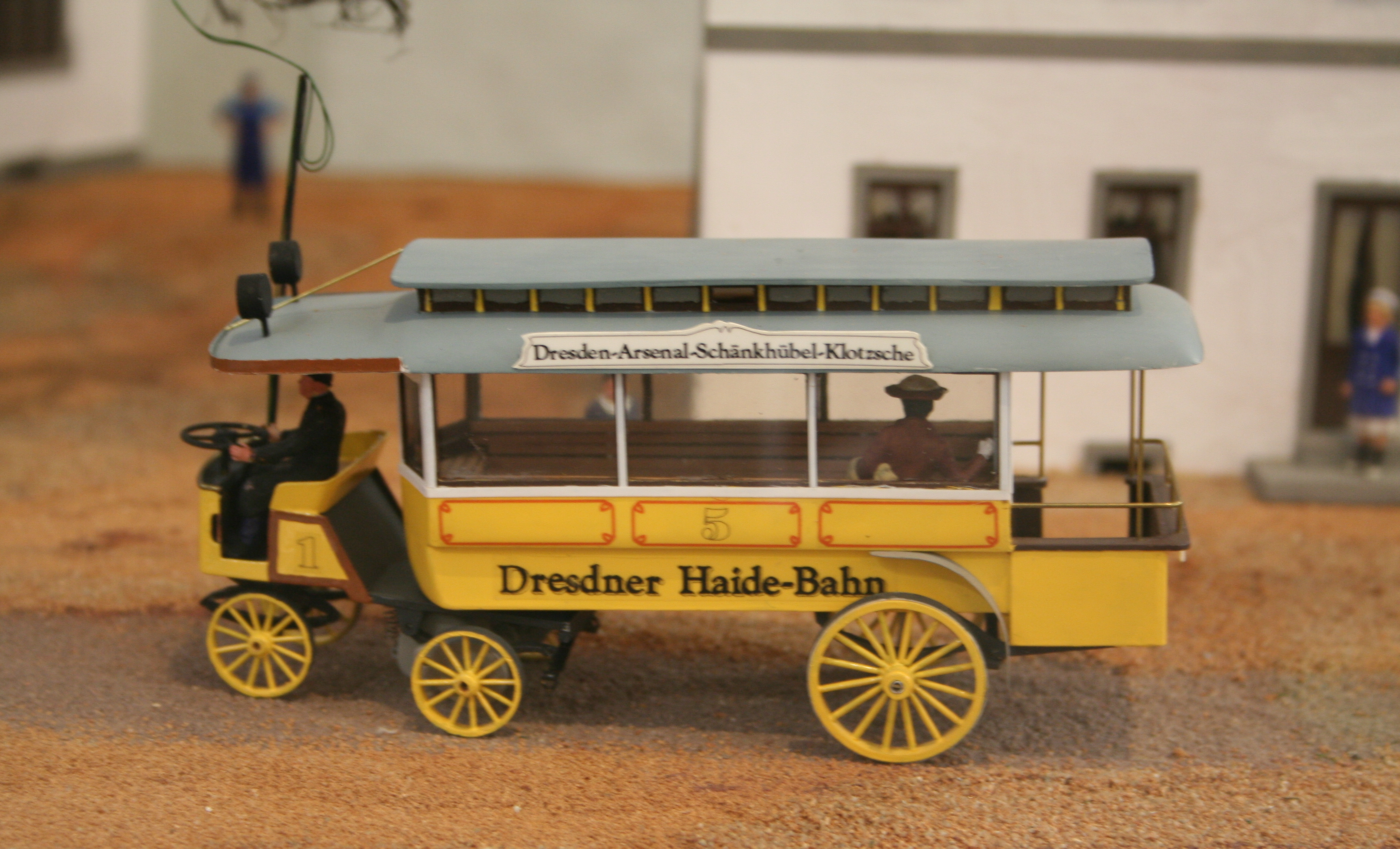
Model Haide-Bahn w Muzeum Transportu w Dreźnie

## Historia
Linia trolejbusowa biegła od ówczesnych granic Drezna, przy zajezdni tramwajowej Arsenal, przez las Heide i dzielnicę Klotzsche do gospody Deutsche Eiche, która wówczas położona była na obrzeżach miasta. Koncesja na 10 lat przewidywała, że powstała infrastruktura będzie w przyszłości wykorzystywana przez tramwaje. W 1911 r. trasę tramwaju zbudowano jednak po drugiej stronie ulicy.
Linię trolejbusową otwarto 20 marca 1903 r., a pierwszy kurs miał miejsce 23 marca o godzinie 15:00. Miał on na celu zaprezentowanie działania systemu, dlatego w pokazie uczestniczyli tylko zaproszeni goście i prasa. Aby zademonstrować moc pojedynczego trolejbusu, dołączono do niego przyczepę z orkiestrą dętą na pokładzie. Następnego dnia odbył się pierwszy przejazd z pasażerami. Początkowo na linii kursowały trzy trolejbusy w odstępie 20 minut. W weekendy taka liczba pojazdów okazała się niewystarczająca, więc zbudowano kolejne dwa lub trzy pojazdy, które pozwoliły na kursowanie trolejbusów z częstotliwością równą 10 minut.

## Tabor
Wszystkich pięć lub sześć trolejbusów wyprodukowano jako ciągniki siodłowe z naczepami pasażerskimi. Czterokołowy ciągnik ze stanowiskiem kierowcy i wyposażeniem elektrycznym posiadał przednią oś skrętną i tylną oś sztywną, napędzaną dwoma silnikami o mocy 15 KM. Naczepa pasażerska opierała się z przodu na tylnych osiach ciągnika, zaś z tyłu miała jedną sztywną oś z dużymi kołami. W sezonie zimowym na koła napędowe ciągnika można było założyć tzw. Eisreifen (lodowe opony), a sztywną oś naczepy zastąpić płozami.
Trolejbusy zasilane były napięciem prądu stałego 550 V za pośrednictwem dwóch przewodów trakcyjnych, po których jeździł odbierak prądu w formie czterokołowego wózeczka. Ponieważ trasa linii była jednokierunkowa, trolejbusy nadjeżdżające z naprzeciwka musiały wymieniać się odbierakami.
Podczas eksploatacji szczególnie problematyczny był pobór prądu poprzez wózeczki, które często spadały z przewodów. Doprowadziło to nawet do czasowego wstrzymania ruchu przez organ dozoru technicznego. Pomimo ulepszeń konstrukcyjnych, słabym punktem linii pozostawały odbieraki prądu.

## Likwidacja
Linię trolejbusową zamknięto 19 marca 1904 r. po tym jak 29 grudnia 1903 r. główny partner Stolla, firma AEG, rozwiązała z nim kontrakt. Ponieważ rząd rosyjski porzucił plany budowy podobnej linii w Sankt Petersburgu po przegranej wojnie z Japonią, firma Stolla znalazła się w trudnościach finansowych. W maju 1904 r. miała miejsce nieudana, ostatnia próba ratowania linii przez Stolla. Linia została zlicytowana 16 lipca 1904 r., a 18 lipca zastąpiono ją linią omnibusu konnego, a w 1911 r. podmiejską linią tramwajową Arsenal – Klotzsche/Hellera.